# Schachen (Pirmasens)
Der Schachen ist ein Stadtviertel innerhalb von Pirmasens.

## Lage
Das Stadtviertel liegt im Nordwesten des Stadtgebiets. Im Süden trennt der Strecktalpark den Schachen vom Winzler Viertel.

## Geschichte
Die Bebauung des Schachen erfolgte in Folge des Anschlusses der Stadt an die Eisenbahn im Jahr 1875. Erstes Gebäude war der Pirmasenser Bahnhof außerhalb der damaligen Stadtbebauung, die entlang der Gärtnerstraße verlief. In den Folgejahrzehnten entstand in Tallage zwischen Schachen im Westen und Husterhöhe im Osten das Bahnhofsviertel. Ausgehend von der Schuhfabrik Rheinberger wurde ab 1900 auch die südliche Anhöhe zum Schachenberg bebaut. In der Folgezeit kamen auf dem Schachen die jeweils vom Architekten Heinrich Müller entworfene Postsiedlung und eine Kraftwagenhalle hinzu.
Von 1932 bis 1943 wurde das Viertel nach Westen zum Tal des Blümelsbachs hin erweitert. Der Architekt Friedrich Larouette errichtete zwischen Schachen- und Merkurstraße Arbeiterwohnungen für die Schuhfabrik Rheinberger. Die Rheinberger-Arbeitersiedlung war nach der Rheinbergerstraße im Winzler Viertel das zweite, noch größere Wohnbauprojekt der Firma. Der Ehrenhof wurde als repräsentativer Mittelpunkt des Viertels mit einer Brunnenanlage versehen, die im Zweiten Weltkrieg wahrscheinlich als Metallspende verloren ging. Als Ersatz wurde 1958 die Skulptur „Drei Mädchen“ aufgestellt, die der Bildhauer Max Kratz, Schwiegersohn des Schuhfabrikanten Gustav Rheinberger, angefertigt hatte.

## Wirtschaft und Infrastruktur

### Wirtschaft
Das Unternehmen Stadtwerke Pirmasens Holding hat seinen Sitz im Stadtviertel. Die von 1882 bis 1996 existierende Schuhfabrik Rheinberger war einst im Schachen ansässig. In seine Räumlichkeiten ist mittlerweile das Dynamikum eingezogen.

### Verkehr

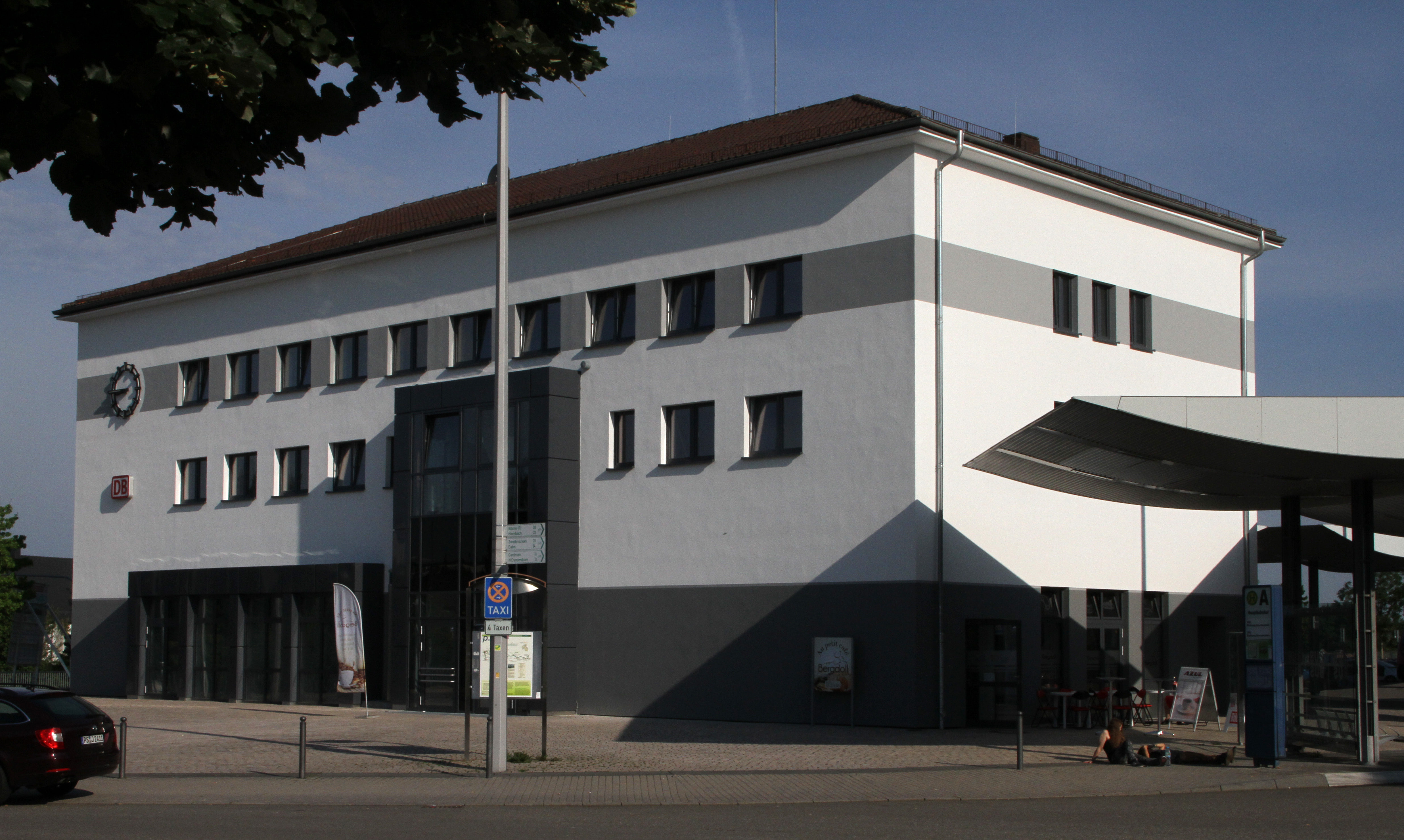
Hauptbahnhof am Nordostrand

Das Stadtviertel ist durch die den Stadtwerken Pirmasens Verkehr betriebenen Buslinie 206, die es mit dem Stadtteil Horeb 
und dem Exerzierplatz verbindet, an das Nahverkehrsnetz angebunden. Am nordöstlichen Rand des Schachen befindet sich der Pirmasenser Hauptbahnhof.